# 2008年夏季奥林匹克运动会卢旺达代表团
2008年夏季奥林匹克运动会盧旺達代表团会参加2008年8月8日至24日在中国北京主办的第29届夏季奥运。代表团包括4位参赛者，分別參與2個項目。

## 田径
- Epiphanie Nyirabarame（女子馬拉松）
- Dieudonné Disi（男子10000米）

## 游泳
- Pamela Girimbabazi
- Jackson Niyomugabo